# Chambly (Québec)
Chambly ist eine Stadt im Südwesten der kanadischen Provinz Québec. Sie liegt in der Region Montérégie, knapp 30 Kilometer südöstlich von Montreal. Chambly gehört zur Regionalgemeinde La Vallée-du-Richelieu, hat eine Fläche von 25,13 km² und zählt 29.120 Einwohner (Stand: 2016).

## Geographie
Chambly liegt am linken Ufer des Rivière Richelieu, einem bedeutenden Nebenfluss des Sankt-Lorenz-Stroms. Die Stadt entstand am unteren Ende einer Reihe von Stromschnellen. Schiffe können diese auf dem 19 Kilometer langen Chambly-Kanal umgehen, der südwärts nach Saint-Jean-sur-Richelieu führt. Nördlich der Stromschnellen weitet sich der Fluss zum Bassin de Chambly aus.
Nachbargemeinden sind Carignan im Westen und Norden, Saint-Mathias-sur-Richelieu im Nordosten, Richelieu im Osten, eine Exklave von Carignan im Südosten und Saint-Jean-sur-Richelieu im Süden.

## Geschichte
Der Name der Stadt bezieht sich auf den Offizier Jacques de Chambly, Kommandant einer Garnison des Carignan-Salières-Regiments. Dieser ließ 1665 unterhalb der Stromschnellen das Fort Saint-Louis errichten. Die beiden in den Jahren 1702 und 1709 errichteten, nachfolgenden Festungsanlagen erhielten die Bezeichnung Fort Chambly. Mehrere Jahrzehnte lang war die Festung die Schlüsselstellung in der Abwehrkette entlang des Rivière Richelieu, da hier die optimale Stelle für eine Invasion nach Neufrankreich lag.

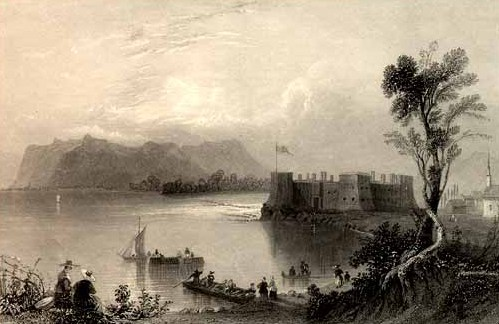
Fort Chambly (1840)

1760 nahmen die Briten das Fort in Besitz, in den Jahren 1775/76 war es von der amerikanischen Kontinentalarmee besetzt. Um das Fort entwickelte sich eine Siedlung, die insbesondere nach der Eröffnung des Chambly-Kanals im Jahr 1843 rasch wuchs. Es entstanden zahlreiche Industriebetriebe, insbesondere Mühle, welche die Wasserkraft des Flusses nutzten. 1848 wurde die Gemeinde Chambly-Canton gegründet, sieben Jahre später die Gemeinde Bassin-de-Chambly. 1952 erfolgte die Umbenennung in Fort-Chambly bzw. Chambly. Schließlich fusionierten beide Gemeinden im Jahr 1965 zur Stadt Chambly.
Von 1912 bis 1956 verband die Montreal and Southern Counties Railway, eine Überlandstraßenbahn, Chambly mit Montreal und Granby. Seit 2000 ist Chambly Mitglied des Zweckverbandes Communauté métropolitaine de Montréal. Es bestehen Partnerschaften mit den französischen Städten Chambly (Oise) und Fréhel.

## Sehenswürdigkeiten
In Chambly gibt es drei historische Stätten, die als National Historic Site unter besonderem Schutz stehen. Es sind dies das Fort Chambly, der Chambly-Kanal und das Maison De Salaberry (1815 als Wohnhaus des Majors Charles-Michel de Salaberry erbaut). Ebenfalls sehenswert ist die 1880/81 erbaute neugotische Kirche Saint-Joseph de Chambly.

## Bevölkerung
Gemäß der Volkszählung 2011 zählte Chambly 25.571 Einwohner, was einer Bevölkerungsdichte von 1018,4 Einw./km² entspricht. 91,5 % der Bevölkerung gaben Französisch als Hauptsprache an, der Anteil des Englischen betrug 4,7 %. Als zweisprachig (Französisch und Englisch) bezeichneten sich 0,9 %, auf andere Sprachen und Mehrfachantworten entfielen 2,9 %. Ausschließlich Französisch sprachen 49,8 %. Im Jahr 2001 waren 89,7 % der Bevölkerung römisch-katholisch, 3,8 % protestantisch und 4,9 % konfessionslos.

## Wirtschaft und Verkehr
Bekanntheit erlangte Chambly vor allem für die dort ansässige Brauerei Unibroue und das seit 2002 jährlich stattfindende Bierfestival. Hinzu kommen weitere Unternehmen der Nahrungsmittelindustrie und der Bauwirtschaft. Zahlreiche Einwohner sind Berufspendler, die in Montreal und Umgebung arbeiten.
Südlich der Stadt verläuft die Autoroute 10, die Autobahn zwischen Montreal und Sherbrooke. Außerdem zweigt dort die Autoroute 35 nach Saint-Jean-sur-Richelieu ab. Eine bedeutende Hauptstraße ist die Route 112. Für den öffentlichen Verkehr ist das Busunternehmen CIT Chambly-Richelieu-Carignan zuständig, das auch direkte Linien nach Montreal und Longueuil anbietet.

## Städtepartnerschaften
Chambly ist mit den beiden französischen Städten Fréhel und Chambly (Oise) partnerschaftlich verbunden.

## Persönlichkeiten
- Etienne Provost (1785–1850), Trapper und Entdecker
- Emma Albani (1847–1930), Sopranistin
- Cornélia Nelly Lajeunesse (1849 oder 1845-nach 1930), kanadische Sängerin, Pianistin und Musikpädagogin
- Denis Herron (* 1952), Eishockeyspieler
- Myriam Da Silva (* 1984), Boxerin

## Bilder

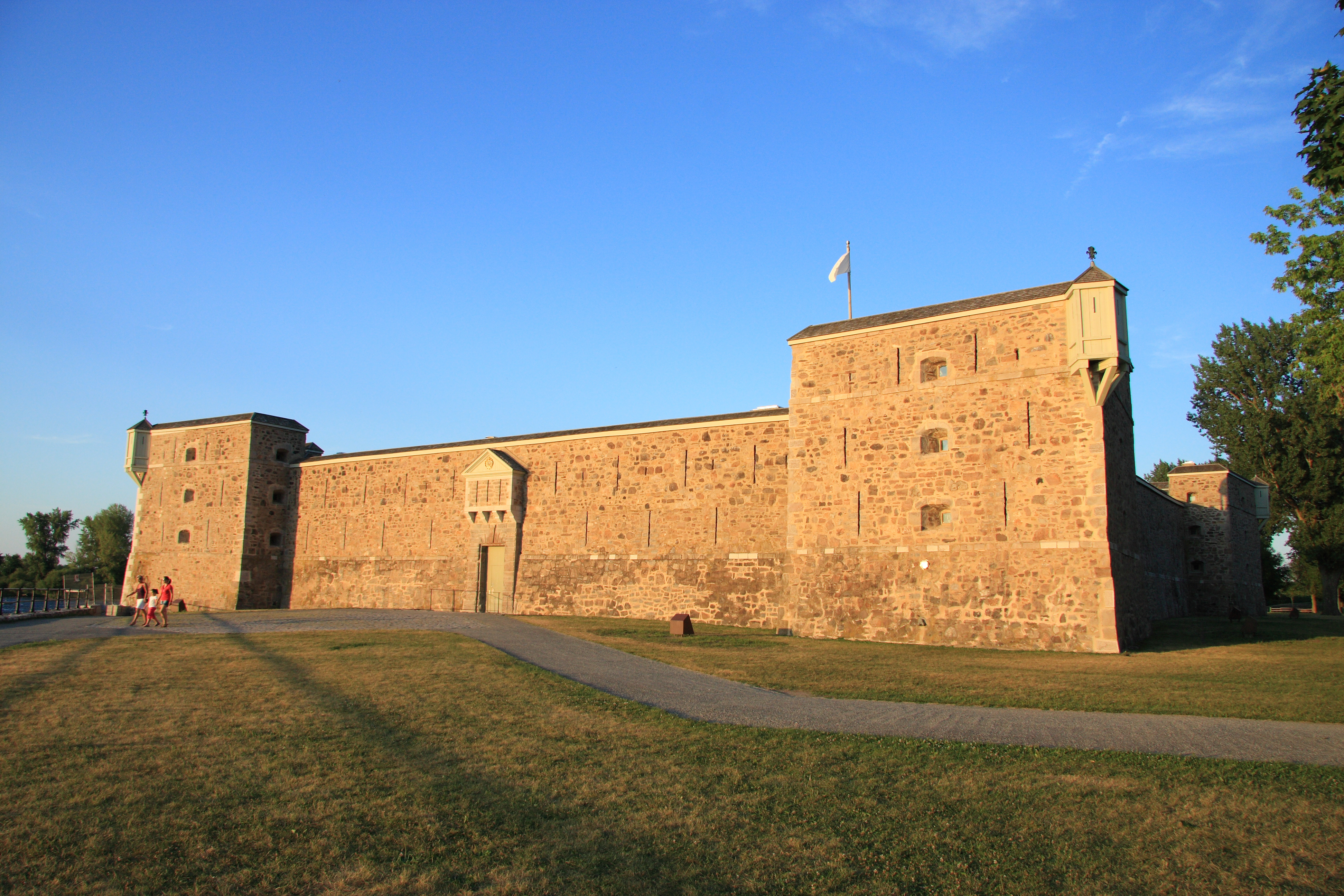
Fort Chambly
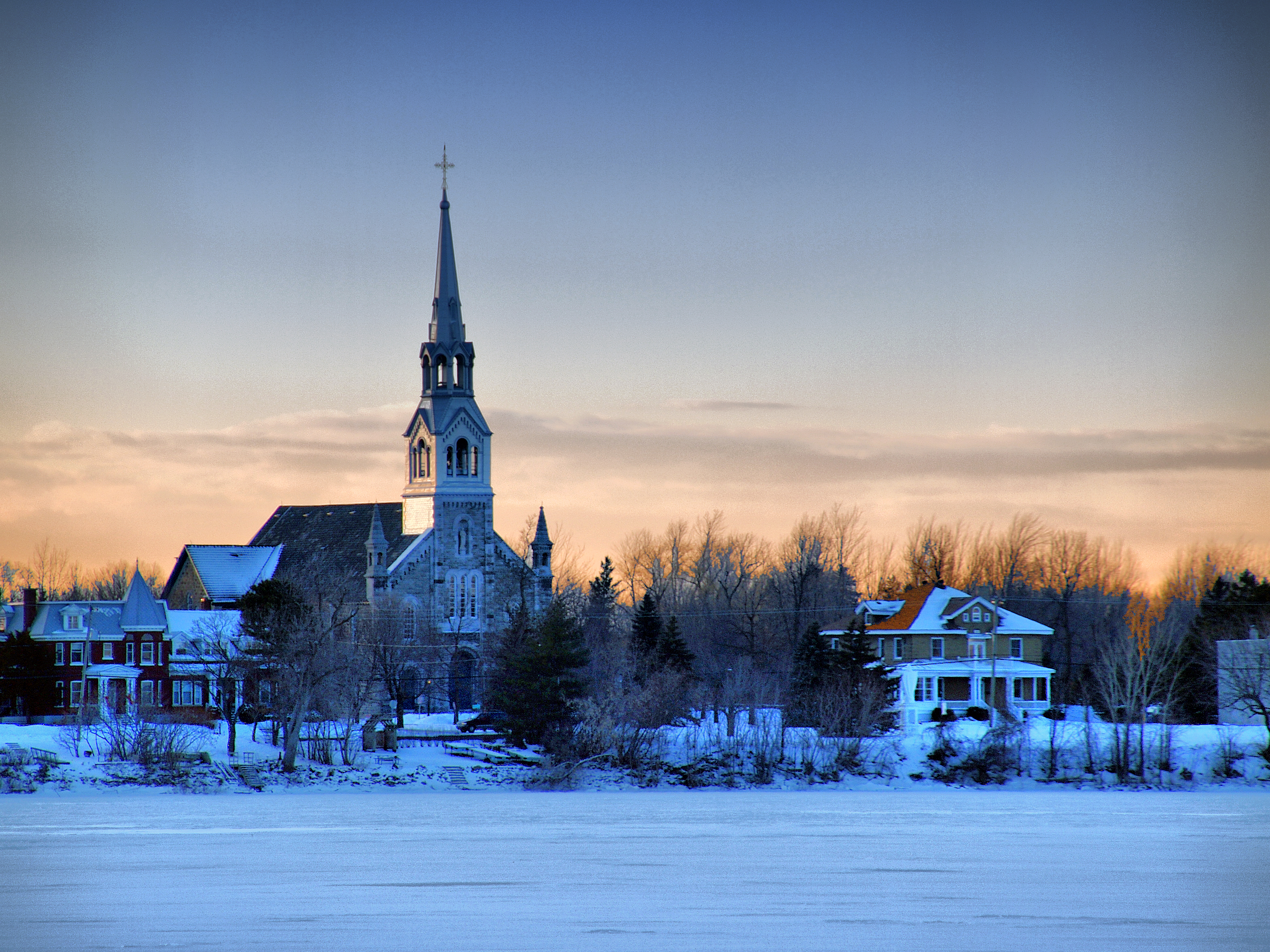
Kirche Saint-Joseph-de-Chambly
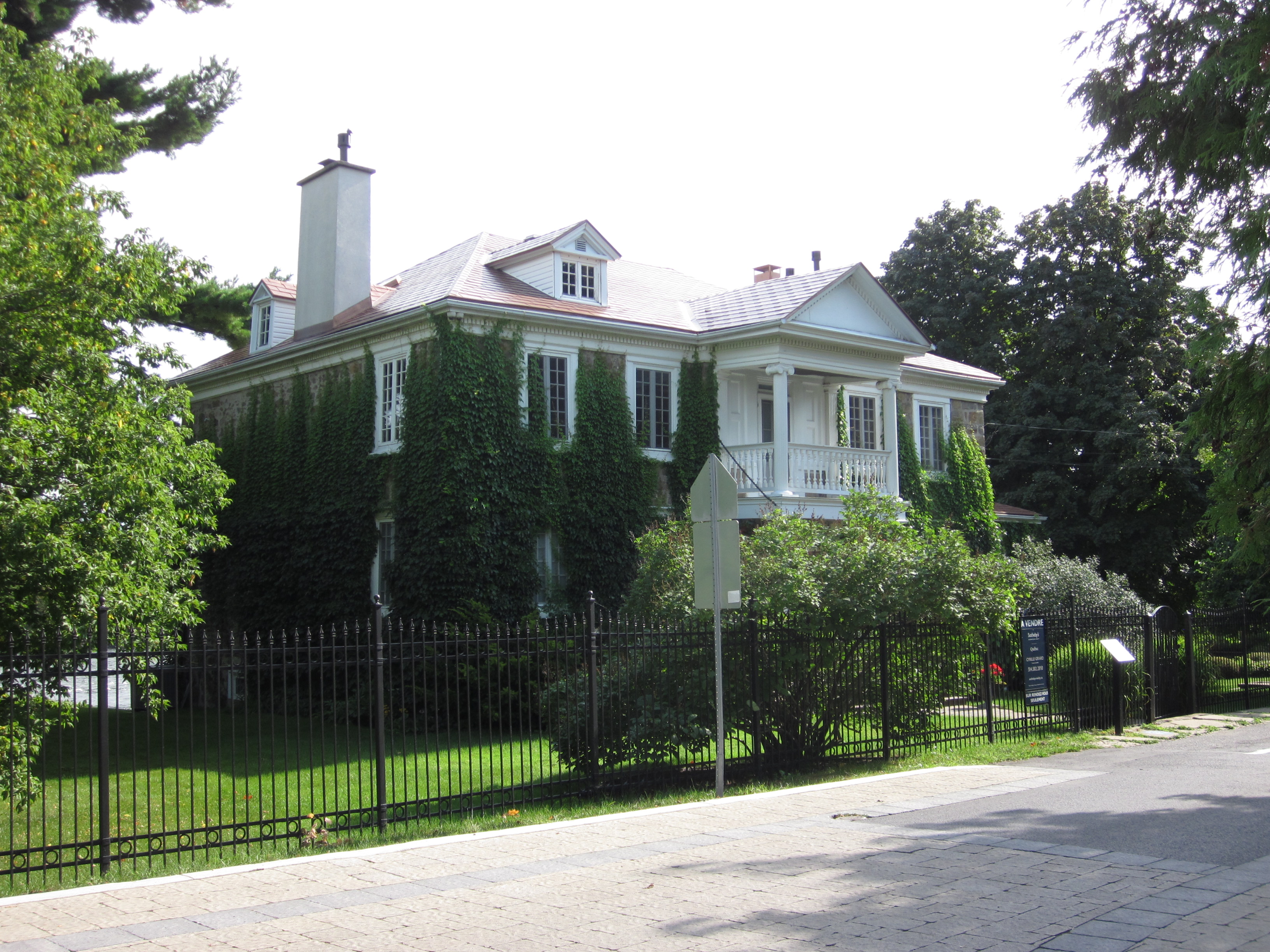
Maison De Salaberry
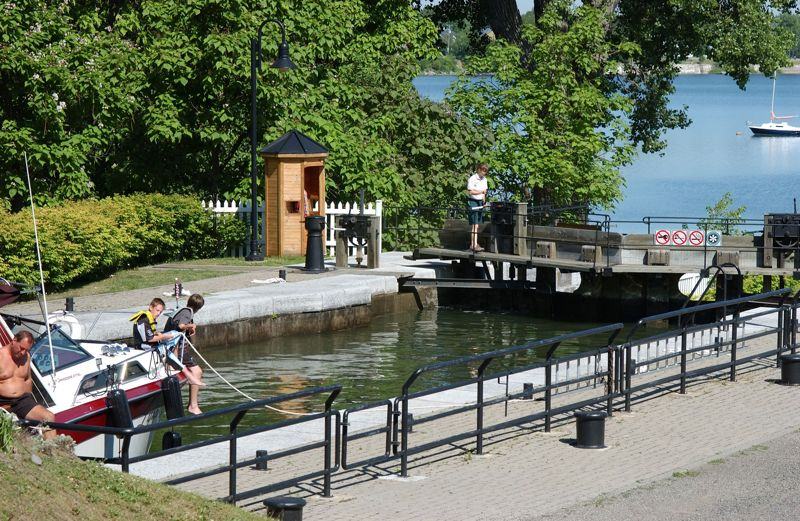
Schleuse am Canal de Chambly
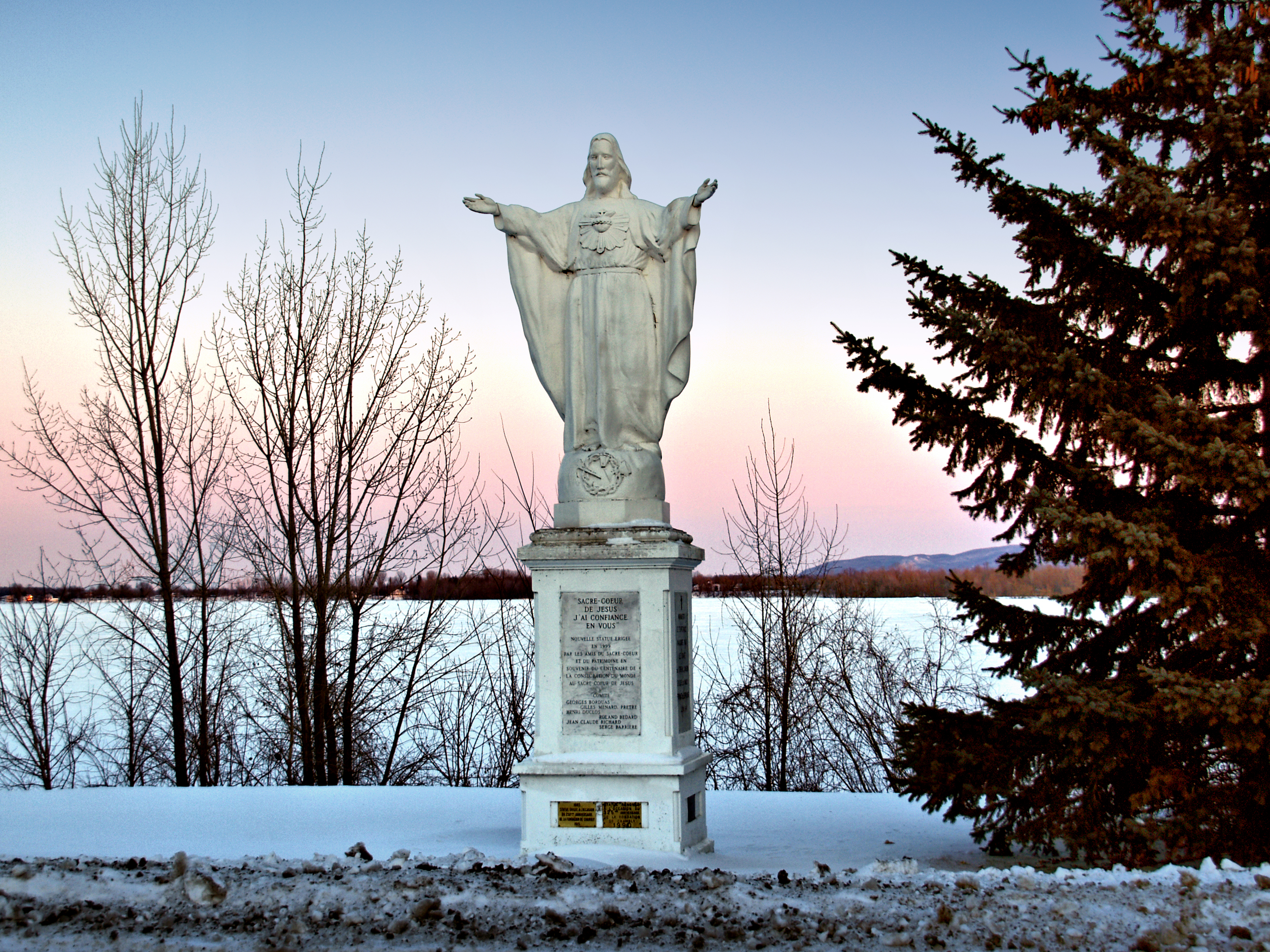
Statue Sacré-Cœur de Jésus